# Lumpenella
Lumpenella is een monotypisch geslacht van straalvinnige vissen uit de familie van stekelruggen (Stichaeidae). Het geslacht is voor het eerst wetenschappelijk beschreven in 1927 door Hubbs.

## Soort
- Lumpenella longirostris (Evermann & Goldsborough, 1907)